# Nikoloz Kakhelashvili
Nikoloz Kakhelashvili (Tiflis, Georgia, 14 de noviembre de 1995) es un deportista italiano que compite en lucha grecorromana.
Ganó dos medallas en el Campeonato Europeo de Lucha, plata en el 2020 y bronce en 2021, ambas en la categoría de 97 kg.

## Palmarés internacional
| Campeonato Europeo | Campeonato Europeo | Campeonato Europeo | Campeonato Europeo |
| Año                | Lugar              | Medalla            | Categoría          |
| ------------------ | ------------------ | ------------------ | ------------------ |
| 2020               | Roma (Italia)      | Medalla de plata   | 97 kg              |
| 2021               | Varsovia (Polonia) | Medalla de bronce  | 97 kg              |